# Трояновский, Вячеслав Евгеньевич
Вячесла́в Евге́ньевич Трояно́вский (9 [21] ноября 1879 — после 1920) — российский военный, кавалерист. Участник Первой мировой войны; сотник Татарского конного полка Кавказской туземной конной дивизии (Дикой дивизии). Один из шести офицеров Татарского конного полка, удостоенных ордена Святого Георгия 4-й степени (1916). Участник Гражданской войны на стороне белых. По последним известным данным, в 1920 году был представлен к званию генерал-майора.

## Биография

### Детство и юность
Выходец из смоленских дворян шляхетского происхождения. Родился в семье Евгения Ивановича Трояновского — российского военного, артиллериста, несколько позже оставившего военную службу из-за проблем со здоровьем и ставшего самым известным в истории Калуги полицмейстером. Вячеслав Трояновский внесён в 1-ю часть дворянской родословной книги Калужской губернии 11 июля 1897 года на основании сенатского указа от 21 июня 1841 года № 2021: «Трояновские: Евгений Иванович (из дворян Смоленской губернии), жена Мария Балеславовна, сыновья Владимир и Вячеслав».
Крещён в Ильинской церкви Смоленска. Воспреемники — поручик 3-й резервной артиллерийской бригады Вячеслав Акинфеев Поздняков и жена генерал-майора артиллерии Леокадия Петровна Дитерикс.
В 1886 году переехал с родителями и старшим братом в Калугу. 5 мая 1889 года был принят в Калужскую мужскую Николаевскую гимназию. При поступлении в гимназию прошёл испытания, получив по закону Божию — 5, по русскому языку — 3, по арифметике — 3. По прошению отца от 1 марта 1896 года был уволен из 4-го класса гимназии «по совершенно расстроенному здоровью» (до этого был оставлен на повторный год в первом и дважды в третьем классе) с пояснением, что «продолжать дальнейшее образование ни в одной из гимназий не может и не будет». Накануне доктор гимназии Михаил Николаевич Зайцев выдал уволенному свидетельство:

Дано это свидетельство ученику 4-го класса Калужской классической гимназии Вячеславу Трояновскому в том, что он, вследствие развивающегося у него малокровия с резким упадком сил и питания, после перенесённой тяжёлой формы инфлюэнцы, для восстановления своего расстроенного здоровья не должен заниматься уроками, а равно и посещать гимназию в продолжении по крайней мере нескольких месяцев.

11 августа 1896 года устроился в штат канцелярских служителей Калужской губернской канцелярии, но вскоре поступил на военную службу и покинул Калугу.

### Военная служба
В 1904 году был корнетом 52-го драгунского Нежинского полка, в 1907 году произведён в поручики того же, уже переименованного, 18-го гусарского Нежинского полка. В 1909 году был назначен начальником учебной команды, но оставался в чине поручика до 1910 года. Жил в Ельце.
В начале Первой мировой войны в чине ротмистра служил в Татарском конном полку Кавказской туземной конной дивизии («Дикой дивизии»). Был награждён Орденом Святого Георгия 4-й степени за особую храбрость, проявленную в бою против австрийцев 31 мая 1916 года в деревне Тышковцы в числе трёх сотен Татарского полка под командованием полковника Ф. Н. Бековича-Черкасского. К моменту награждения 5 ноября 1916 года был в звании подполковника.
Русский офицер, писатель Анатолий Марков так описывал этот бой:

Не успели мы, однако, дойти до первых хат деревни, как нам навстречу с воем и визгом выскочила развёрнутой лавой сотня Татарского полка и понеслась на австрийцев… Это была виденная мною лишь отчасти знаменитая атака татарской сотни ротмистра Трояновского, за которую он был награждён Орденом Св. Георгия. Атака эта отбросила первые австрийские цепи, смешала их и дала возможность подойти к нам на помощь пехотной бригаде. Татары, прорвав австрийские цепи, положившие оружие, наткнулись дальше на резервы, встретившие их залповым огнём. Бросившие было винтовки перед атаковавшими их татарами, передние цепи снова взялись за оружие, и сотня Трояновского под перекрёстным огнём понесла большие потери. Прорвавшись тем не менее назад, к своим, татары за предательство не оставили в живых ни одного из захваченных пленных. У Трояновского была убита лошадь, и он сел к одному из своих всадников на коня.
Во время Гражданской войны служил на Кавказе. Сначала состоял штаб-офицером для особых поручений при военном губернаторе Батумской области, затем, при обострении обстановки, был вызван в Татарский полк. Во время занятия турками Елизаветполя находился на станции Караязы между Тифлисом и Елизаветполем; там же с ним была жена. Все лишние вещи Трояновский отослал с оказией отцу в Москву с сопроводительным письмом, в котором была фраза: «Писать всё… сейчас не могу, всё идёт кругом».
В конце 1918 года был назначен командиром особой сотни полевых войск Кавказской армии в чине полковника в партизанском отряде Л. В. Бичерахова. Позже служил при штабе командования Вооружённых сил Юга России (ВСЮР). В 1920 году был представлен к званию генерал-майора (он сам пишет об этом отцу в письме, найденном в деле арестованного в 1920 году в Москве Евгения Ивановича Трояновского). Дальнейшая судьба Вячеслава Евгеньевича Трояновского неизвестна.

## Награды
- Орден Святого Георгия 4-й степени (1916)[3]

## Семья и родственные связи
- Отец — Евгений Иванович Трояновский (1854 — после 1920), российский военный, чиновник, общественный деятель. Полицмейстер Калуги (1886—1912), калужский губернский тюремный инспектор (1912—1917). Почётный гражданин города Калуги[2].
- Мать — Мария Балеславовна Трояновская (урождённая Арендт)[2].
- Дядя — Иван Иванович Трояновский (1855—1928), российский врач (хирург, терапевт), коллекционер русской живописи, ботаник-любитель, садовод, общественный деятель[5].
- Брат — Владимир Евгеньевич Трояновский (1878—1911). После семи классов Калужской гимназии определился рядовым в 10-й драгунский Ново-Троицко-Екатеринославский Генерал-Фельдмаршала князя Потёмкина Таврический полк. Оттуда был командирован в Тверское кавалерийское училище, после окончания которого служил корнетом в 26-м драгунском Бугском полку. В 1903 году был назначен помощником начальника 1-й московской губернской тюрьмы, в 1904-м — помощником начальника Московской пересыльной тюрьмы. В феврале 1906 года стал земским начальником 8-го участка Инкерманского уезда Бессарабской губернии. Женился на Софье Васильевне Бонашевской, от которой у него было двое детей: Евгений (1904—1941, пропал без вести на фронте Второй мировой войны) и Андрей (1905 — после 1943, репрессирован). Жена, оставив детей, ушла из семьи в 1906 году. Умер от тяжёлой болезни[2].
- Двоюродная сестра — Анна Ивановна Трояновская (1885—1977), российская и советская певица, художница, педагог[5].
- Двоюродный брат — Михаил Константинович Трояновский (1889—1964), аптекарь, российский и советский самодеятельный актёр (до 1934), профессиональный актёр (с 1934)[5].
- Внучатый племянник — Игорь Евгеньевич Трояновский (1937—1995), советский и российский учёный в области механики[2].